# Natuurpark Vratsjanski Balkan

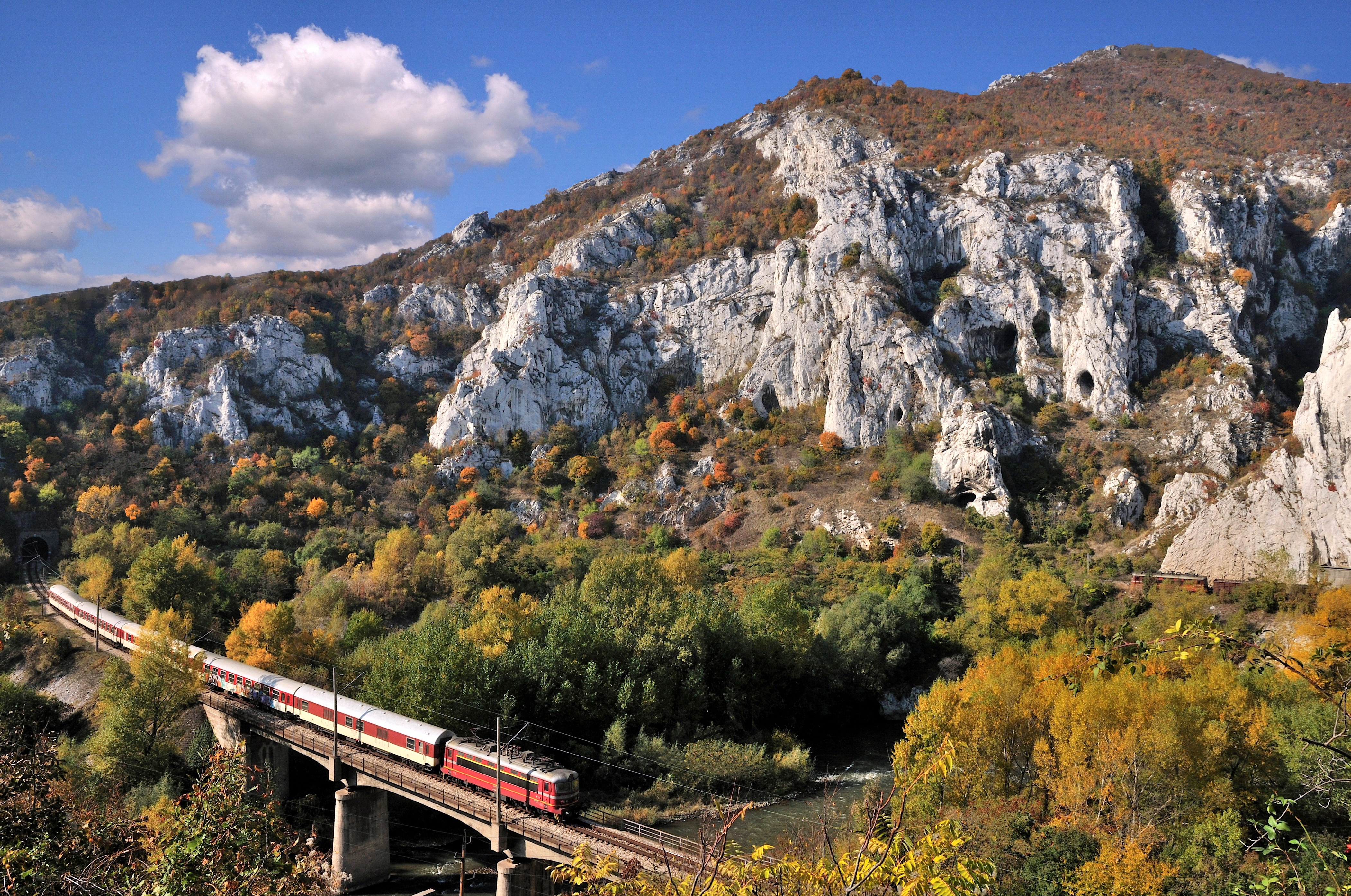

Natuurpark Bulgarka (Bulgaars: Природен парк „Врачански Балкан“) is een natuurpark in Bulgarije. Het park is 30129,9 hectare groot en werd opgericht in 1989. Het natuurpark omvat bergen en bossen in het Balkangebergte. In het park komt ree, das, otter, wilde kat voor.